# Salvatore Tramontana
Salvatore Tramontana (Bari, 10 marzo 1926 – Messina, 21 settembre 2015) è stato uno storico italiano.

## Biografia

### Percorso accademico
Dopo il conseguimento della laurea in Filosofia presso la Facoltà di Lettere e Filosofia dell’Università di Messina, con una tesi sul giacobinismo in Sicilia, il relatore Ruggero Moscati lo spinse a presentare domanda di ammissione all’Istituto italiano per gli studi storici, del quale era segretario Rosario Romeo, che intanto nel novembre 1956 era nominato professore straordinario di Storia presso la Facoltà di Magistero di Messina e che immediatamente lo propose come assistente straordinario alla sua cattedra (1 gennaio 1957). Per la sua formazione di storico ebbe un’importanza fondamentale la frequentazione di Rosario Romeo e del suo successore nella cattedra messinese Vittorio De Caprariis. La pubblicazione a fine 1963 del volume Michele da Piazza e il potere baronale in Sicilia gli valse nel corso del 1965 il passaggio, in seguito a concorso, ad assistente ordinario alla cattedra di storia della stessa Facoltà e il conseguimento della libera docenza in Storia medievale. All’inizio del 1966 la Facoltà gli conferì l’incarico dell’insegnamento di Paleografia e Diplomatica e poco dopo, in seguito allo sdoppiamento della cattedra di Storia, anche dell’insegnamento di Storia medievale, mentre su quello di Storia moderna chiamava Rosario Villari.
Ternato nel 1971 al concorso a cattedra di Storia medievale bandito dall’Università di Torino, nel 1972 Salvatore Tramontana fu chiamato come professore ordinario di Storia medievale dalla Facoltà di Magistero dell’Università di Messina, dove negli anni successivi fu per decenni anche direttore dell’Istituto di Storia Vittorio De Caprariis e dove nell’anno accademico 2000-2001 concluse la sua carriera di docente universitario.

### Attività di ricerca
La presenza di Rosario Romeo nella Facoltà di Magistero di Messina fu determinante per la conversione di Salvatore Tramontana alla storia medievale, Proprio nel suo primo anno di insegnamento a Messina, il 1956-57, Romeo tenne l’insegnamento di storia medievale con un corso sulle origini della signoria viscontea, le cui lezioni furono raccolte da Tramontana e affidate successivamente alle stampe. Stimolato da Romeo, Tramontana si avviò così allo studio della grande storiografia italiana ed europea sul medioevo e scoprì, grazie alle pagine di Gina Fasoli, Cronache medievali di Sicilia. Note d’orientamento (1950), in fotocopie con numerose glosse dell’autrice, il cronista Michele da Piazza, che aveva narrato gli avvenimenti siciliani dal 1337 (morte di re Federico III d’Aragona) al 1361. E proprio Michele da Piazza è il personaggio attorno a cui ruota il grosso volume Michele da Piazza e il potere baronale in Sicilia, frutto di una lunga e approfondita ricerca in archivi italiani e stranieri, che impose Tramontana all’attenzione della storiografia italiana ed europea, come documenta il grande favore con cui il testo fu accolto.
Negli anni immediatamente successivi, Tramontana orientò le sue ricerche sull’età normanna e con un paziente lavoro di comparazione pose le basi per una reinterpretazione di un lungo arco della storia nazionale. Se infatti sulla dominazione normanna nell’Italia meridionale esisteva una vasta bibliografia, sui tempi e i modi della conquista ben poco si conosceva prima della sua indagine. Lo storico messinese, partendo dall’esame delle condizioni politico-economiche dell’Italia pre-normanna, riuscì – grazie all’utilizzazione di nuove fonti coeve (interessantissime quelle bizantine, sottoposte a una nuova convincente interpretazione) e talora anche di testimonianze su tradizioni folkloristiche e popolari – a ricostruire le più importanti fasi dell’insediamento normanno nell’Italia meridionale, colmando una grave lacuna nella conoscenza del passaggio tra le due età e ponendo le basi per una revisione delle varie interpretazioni che gli storici avevano dato della dominazione normanna.
Al volume I Normanni in Italia. Linee di ricerca sui primi insediamenti. I. Aspetti politici e militari del 1970 seguì Mezzogiorno normanno e svevo (1972), con il quale Tramontana spinse la sua indagine sino a raccordarla quasi con il Michele da Piazza. L’età normanno-sveva fu da allora uno dei periodi su cui a lungo si è soffermata la sua riflessione storiografica e i cui risultati sono condensati nel ponderoso volume La monarchia normanna e sveva (1986, 1994), seguito da Gli anni del Vespro. L’immaginario, la cronaca, la storia (1989), che gli valse la partecipazione al Convegno alla Scala di Milano in occasione dell’inaugurazione della stagione lirica per la rappresentazione de I Vespri siciliani di Giuseppe Verdi (dicembre 1989).
Senza abbandonare l’arco cronologico prediletto, né tralasciare gli aspetti politici e istituzionali e le questioni economiche e sociali, negli anni Ottanta Tramontana fu attratto da temi nuovi: le strutture religiose e culturali, i fenomeni antropologici e naturali, la mentalità e le condizioni materiali, già parzialmente presenti nel volume sul Vespro e sviluppati in L’effimero nella Sicilia normanna (1984), Vestirsi e travestirsi in Sicilia. Abbigliamento, feste e spettacoli nel Medioevo (1993), Il Regno di Sicilia. Uomo e natura dall’XI al XIII secolo (1999) e infine L’isola di Allāh. Luoghi, uomini e cose di Sicilia nei secoli IX-XI (2014).

## Onorificenze

### Riconoscimenti
- 1990 Premio Nazionale Rhegium Julii[1], per il volume Gli anni del Vespro. L’immaginario, la cronaca, la storia, Dedalo
- 1997-2000 Presidenza della Deputazione di Storia Patria per la Calabria[2]
- 1998 Medaglia d’oro della Deputazione di Storia Patria per la Calabria «per l’eccezionalità del suo impegno come responsabile del sodalizio e promotore di attività scientifiche e culturali rilevanti»
- 1999 Premio Finale Ligure Storia (1999)[3], per il volume Il Regno di Sicilia. Uomo e natura dall’XI al XIII secolo, Einaudi
- 2000 Premio letterario internazionale "Feudo di Maida", per il volume Il Mezzogiorno medievale. Normanni, Svevi, Angioini, Aragonesi nei secoli XI-XIV, Carocci, 2000
- 2003 Convegno internazionale in onore di Salvatore Tramontana: Adrano, Bronte, Catania, Palermo[4]
- 2006 Premio del Rotary Club Messina «a riconoscimento della probità del cittadino e della professionalità esemplare»[5]
- 2009 Nomina a Socio onorario della Società Messinese di Storia Patria
- 2010 Premio Orione da parte dell’Associazione Culturale “Messinaweb.eu”
- Socio fondatore del Centro Europeo di Studi Normanni (CESN) di Ariano Irpino[6] e del Centro di Studi sulla civiltà del Tardo Medioevo di San Miniato[7]
- Socio dell'Accademia di Scienze, Lettere e Arti di Palermo[8]; del Centro di Studi Filologici e Linguistici siciliani di Palermo; dell'Officina di Studi Medievali[9]
- Componente del Consiglio Direttivo della rivista "Quaderni medievali"[10] e del Consiglio Direttivo della rivista "Archivio storico siracusano"[11]
- Collaboratore del "Lexicon des Mittelalters"[12]

## Opere
- Michele da Piazza e il potere baronale in Sicilia, Messina-Firenze, G. D’Anna, 1963, pp. 331
- I Normanni in Italia. Linee di ricerca sui primi insediamenti. I. Aspetti politici e militari, Messina, Peloritana Editrice, 1970, pp. 216
- Mezzogiorno normanno e svevo, Messina, Peloritana Editrice, 1972, pp. 283
- Antonello e la sua città, Palermo, Sellerio, 1981, pp. 123; 2ª edizione Palermo, Sellerio, 1991, p. 133
- L’effimero nella Sicilia normanna, Palermo, Sellerio, 1984, pp. 92; ristampa, Palermo, Sellerio, 1985, pp. 95
- La monarchia normanna e sveva, Torino, Utet, 1986, pp. 390; ristampa, Torino, Utet, 1994, pp. 395*
- Lettera a un tesoriere di Palermo sulla conquista sveva di Sicilia, Palermo, Sellerio, 1988, pp. 145
- Gli anni del Vespro. L’immaginario, la cronaca, la storia, Bari, Dedalo, 1989, pp. 423
- Vestirsi e travestirsi in Sicilia. Abbigliamento, feste e spettacoli nel Medioevo, Palermo, Sellerio, 1993, pp. 252
- Il Regno di Sicilia. Uomo e natura dall’XI al XIII secolo, Torino, Einaudi, 1999, pp. 488; ristampa, Torino, Einaudi, 2000, pp. 488
- Il Mezzogiorno medievale. Normanni, svevi, angioini, aragonesi nei secoli XI-XV, Roma, Carocci, 2000, pp. 284; 2ª edizione, Roma 2001, pp. 284
- La società Messinese di Storia Patria. Il sottile e mutevole dialogo con la città (1900-1965), Società messinese di storia patria, Messina 2003, pp. 512
- Capire il Medioevo. Le fonti e i temi, Roma, Carocci, 2005, pp. 333; ristampa, Roma, Carocci, 2008, pp. 333
- L’isola di Allāh. Luoghi, uomini e cose di Sicilia nei secoli IX-XI, Torino, Einaudi, 2014, pp. 420